# فواز كيلارجي
فوَّاز كيلارجي (1364- 1447 هـ / 1945- 2025 م) مُخرج سوري، ترك بصمة مميَّزة في إخراج البرامج الثقافية والأدبية والفنية والأغاني.

## سيرته
وُلد  فوَّاز بن عبد العزيز كيلارجي في دمشق، يوم الأحد 2 جُمادى الآخرة 1364هـ الموافق 13 مايو (أيَّار) 1945م. 
ارتبط اسمه بأعمال لاقت احترامًا واسعًا بين الجمهور، منها: "شعراء العربية"، و"ديوان الحماسة"، و"سيرة الفتوحات"، و"أعلام من التاريخ"، و"دوحة المعرفة". إضافة إلى العديد من السلاسل التي وثَّقَت أعلام الأدب والشعر والتاريخ العربي.
أخرج برامجَ وأغنيَّات كثيرة، حققت شهرة وجماهيرية في التلفزة السورية، وشاهدتها أجيالٌ من السوريين، من أشهرها البرنامجان الغنائيان "فنون الطرب في حلب" تقديم المذيع نذير عقيل، و"ما يطلبه الجمهور" الذي كان يُبث مساء كلِّ يوم خميس طَوالَ أكثر من 25 عامًا، وتقدِّمه المذيعة ماريا ديب.
وأخرج أغانيَ لكثير من الفنانين السوريين والعرب، عندما كانت تسجَّل داخل أستوديو دمشق، ومنهم: صباح فخري، وراغب علامة، وسميرة سعيد، وجورج وَسُّوف، وموفق بهجت، وعصمت رشيد، ووليد توفيق، وعازار حبيب.
وكانت بدايته الفنية راقصًا في فرق الفنون الشعبية، ثم عمل مخرجًا مساعدًا، ثم صار مخرجًا رئيسًا للبرامج التلفازية والمهرجانات (في تدمر واللاذقية وغيرهما).

## أسرته
هو والد المخرجَين عزيز فواز كيلارجي، ومازن فواز كيلارجي.

## وفاته
توفي فواز كيلارجي في منزله بدمشق، صباح يوم الخميس 15 المحرَّم 1447هـ الموافق 10 يوليو (تَمُّوز) 2025م، بحسَب ما أعلنته نقابة الفنانين السورية في بيان لها في صفحتها الرسمية على "فيسبوك"، عن عمر ناهز ثمانين عامًا. وصُلِّي عليه في جامع العثمان (الكويتي) بحيِّ المزرعة، عقب صلاة العصر من يوم وفاته، ودُفن في مقبرة الباب الصغير (ماوردي).

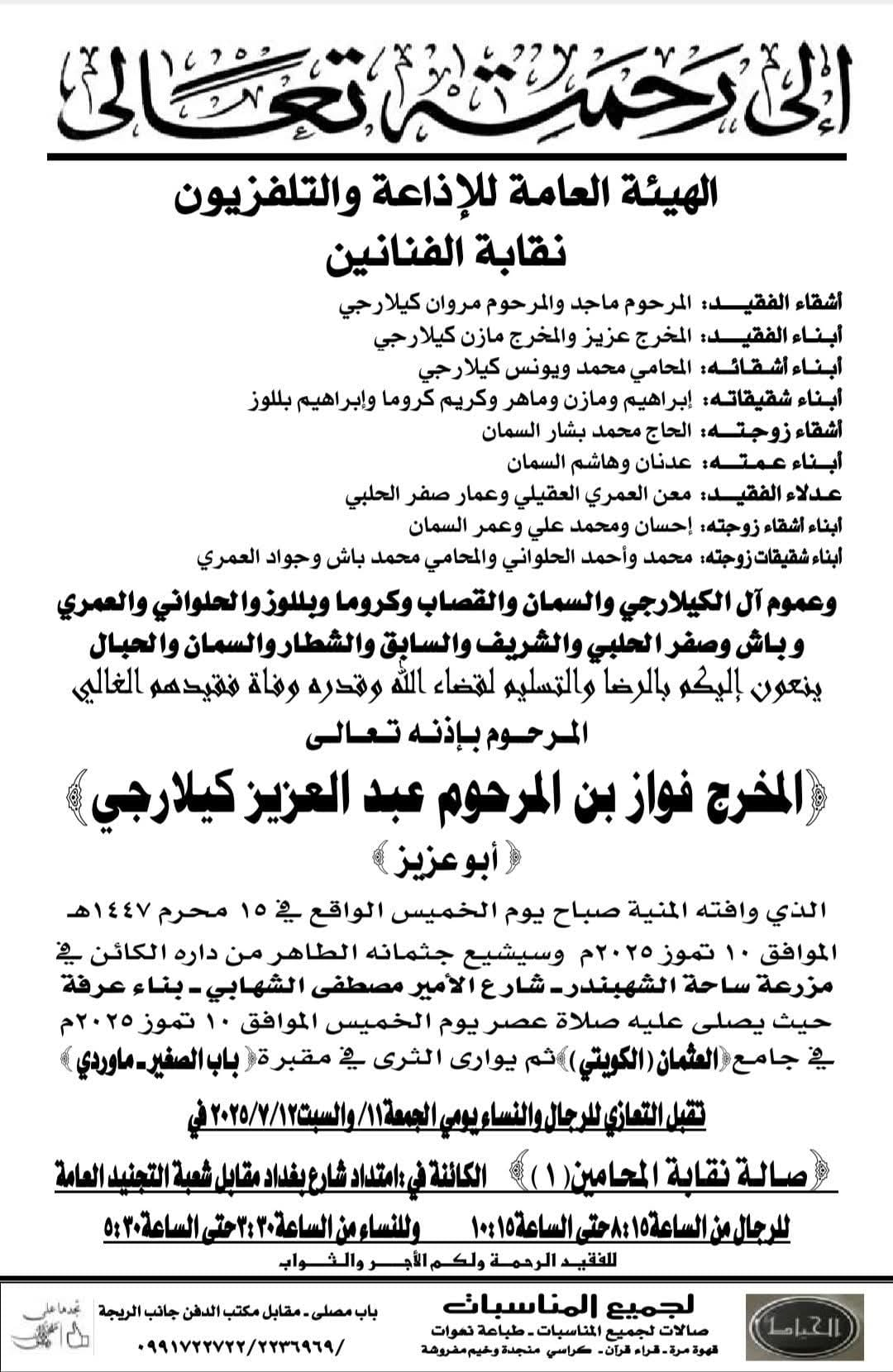

## وصلات خارجية
- المخرج فواز كيلارجي - لقاء
- لقاء مع المخرج فواز كيلارجي